# تپه اطراف شهر سوخته ۳۲۷
تپه اطراف شهر سوخته شماره ۳۲۷ در شهرستان زابل، بخش شیب آب، دهستان لوتک، روستای حومه شهر سوخته، ۲۲/۶۰۰ کیلومتری جنوب غرب پایگاه شهر سوخته واقع شده و این اثر در تاریخ ۲۸ اسفند ۱۳۸۵ با شمارهٔ ثبت ۱۸۹۶۰ به‌عنوان یکی از آثار ملی ایران به ثبت رسیده است.